# Ванда
Ванда (Vanda) е популярен род едносемеделни растения от голямото семейство Салепови (по-известни като Орхидеи). Включва около 50 вида многогодишни растения, причислени към подсем. Epidendroideae. Родът е естествено разпространен в Индия, Хималаите, Азия, Филипините, Индонезия, южен Китай, Нова Гвинея и северна Австралия. Като повечето орхидеи, преобладаващите видове са епифити, но се срещат и литофити. Също така има и малко Ванди, които са земни (виреят в почва като повечето растения). Листата на тази орхидея са дълги, с гладка периферия и притежават успоредна нерватура (жилкуване). Те обаче са специфични за всеки представител в зависимост от неговото местообитание. При някои видове са плоски и тънки, докато при други са леко цилиндрични и месести (сукулентни), тъй като виреят в по суха среда. Вандите могат да станат сравнително високи. Цветовете са събрани в цветоноси. Могат да бъдат обагрени в различна окраска. Вандите са много популярни с факта, че има видове, които цъфтят в ефектно синьо – не толкова разпространен сред орхидеите цвят. Цветоносите могат да се появят навсякъде отстрани на стъблото, но не и централно от пазвата на листата като при повечето растения. Тези красиви орхидеи са едни от много често отглежданите, популярни и колекционирани родове, тъй като притежават широка декоративна стойност. Видът Vanda coerulea е най-популярният и най-използваният именно заради факта, че цъфти във въпросните, ефектни, сини цветове. Има много голямо количество хибриди, които във всяко отношение могат да задоволят желанията на почитателите. Създадени са дори и множество родови хибриди, в които вандите играят важна роля относно външния вид на полученото растение. Като родов хибрид, където участва това красиво цвете например може да бъде споменат така наречения Vandopsis. Там участва популярния Фаленопсис. Тези орхидеи понякога се използват и като рязан цвят, именно заради нестандартната и екзотична атносфера, която създават. Въпреки толкова голямата известност на вандите в много части на света те са видове застрашени от изчезване от естествената си среда. Техните местообитания постоянно биват унищожавани или самите растения са взети от тях с цел любителско отглеждане.
По най-новите класификации орхидеите, които до момента бяха описвани като Neofinetia falcata вече се определят като Vanda falcata. Това са малки растения, отглеждани основно в Япония, Корея и Китай с висока колекционерска стойност. Отглеждат се в сфагнум-мъх и изискват по-ниски температури и особен режим на светлина /засенчени през топлия сезон, добре осветени през зимата в умерените ширини/.

## Описание
Делят се на три групи, според вида и формата на листата, което е определящо и за различните изисквания на растенията:
С лентовидни листа – Vanda coerulea, dearei, luzonica, merrillii, tricolor, sanderiana, също както и ascocentrum;
Теретни – листата им са кръгли, с форма на молив – най-известни са Vanda teres и Vanda hookeriana: заострени в края;
Полу-теретни – растение, кръстосано с такова с теретни листа или с имащо теретни листа в рода си. На вид листата също са заострени, но не винаги са напълно кръгли – особено там, където излизат от стеблото.

## Температурни изисквания
Вандови растат най-добре при дневни температури по-високи от 18 °C. Това са едни от най-топлолюбивите орхидеи. Имат активен растеж по всяко време на годината, ако им се осигури топлина и ярка светлина. Най-ниските температури в никакъв случай не бива да падат под 12 °C. Някои ванди могат да издържат и на ниски температури до 4 °C за 2 – 3 часа ако са сухи, като ще има поражения по корените и цветоносите (ако имат такива). Много е важно да се пази растението от течение и вятър в моменти на студ.

## Светлина
Вандовите с лентовидни листа могат да се отглеждат в домашни или оранжерийни условия. С високата влажност изискват и висока осветеност, като при нужда се засенчва, за да се поддържат температурите в необходимия диапазон.
Теретните и полу-теретните обичат повече и ярка светлина. При осигуряването и, цъфтят направо целогодишно. Отглеждат се предимно на открито в субтропиците и ги ползват за оформяне на дворни пространства. Имайте предвид при отглеждане в домашни условия – те са най-топлолюбиви и най-светлолюбиви.

## Въздушна циркулация
В домашни условия и оранжерийни, е важно въздушното движение – използват се вентилатори, особено лятно време – така се поддържат по-ниски температури и се избягват пораженията от жегите. При по-хладно време, вече споменахме –добре е да няма въздушно движение, за да не се преохлажда растението.

## Поливане
Високите нива на въздушна влажност са основно изискване – около 80%, особено през горещите слънчеви дни а и опръскването е добре дошло, за да може процеса на изсъхване на корените да е по-бавен. Оскъдно се овлажнява/полива през зимата, през облачни дни или след пресаждане. Другият съществен момент е растенията да са сухи преди падане на нощта.
Като допълнение към по-горните изисквания и препоръки, важна е и човешката намеса под формата на инсектициди, фунгициди, тор, а в някои случаи и субстрат за садене. В природата никой не тори и пръска против вредители и гъбички, но и растенията имат съвсем друг естетически вид.

## Торене
Вандови обичат добре да се хранят. В периода на нарастване, растението трябва да се тори с балансиран тор. При вандови не бива да се тори с високо съдържание на азот (N), тъй като това спира цъфтежа. Веднъж седмично е добре да се промива кореновата система на течаща вода, за да се отмият натрупаните соли. Растенията може да се торят и с малки количества ежедневно. Няма значение какво ще решите – дали ще торите еднократно през седмицата или всеки ден с малка доза – важното е да се придържате към установения режим.
За балансирано торене е добра формула 20-20-20 (N-P-K) с концентрация 1 чаена лъжичка на 4,55 литра. През зимата – в период на ненарастване, се прилага в същата пропорция, на всеки две седмици вместо седмично торене, като всяко трето торене е с 10-30-20 (N-P-K) което е формула за предизвикване на цъфтеж. В допълнение веднъж месечно се добавя ¼ (четвърт) чаена лъжичка концентрирани витамини и хормони на всеки 4,55 литра с торен разтвор.

## Класификация
Род Vanda (Ванда) включва следните видове:
- Vanda alpina
- Vanda arbuthnotiana
- Vanda arcuata
- Vanda bensonii
- Vanda bicolor
- Vanda bidupensis
- Vanda brunnea
- Vanda celebica
- Vanda chlorosantha
- Vanda coerulea
- Vanda coerulescens
- Vanda concolor
- Vanda cristata
- Vanda dearei
- Vanda denisoniana
- Vanda devoogtii
- Vanda foetida
- Vanda furva
- Vanda fuscoviridis
- Vanda griffithii
- Vanda hastifera
- Vanda helvola
- Vanda hindsii
- Vanda insignis
- Vanda jainii
- Vanda javierae
- Vanda lamellata
- Vanda leucostele
- Vanda lilacina
- Vanda limbata
- Vanda lindenii
- Vanda liouvillei
- Vanda lombokensis
- Vanda luzonica
- Vanda merrillii
- Vanda petersiana
- Vanda pumila
- Vanda punctata
- Vanda roeblingiana
- Vanda sanderiana
- Vanda scandens
- Vanda spathulata
- Vanda stangeana
- Vanda subconcolor
- Vanda sumatrana
- Vanda tessellata
- Vanda testacea
- Vanda thwaitesii
- Vanda tricolor
- Vanda vipanii
- Vanda wightii

## Галерия
- Vanda Ascocenda Asian peach
- Vanda Gordon Dillon
- Vanda Mokara Bergandy
- Vanda Blue Magic